# Skaraborgsgruppen
Skaraborgsgruppen (SBG) är en svensk militärregiongrupp inom Hemvärnet som verkat i olika former sedan 1998. Förbandsledningen är förlagd i Skövde garnison i Skövde

## Historia
Inför försvarsbeslutet 1996 föreslog regeringen till riksdagen att antalet försvarsområdesstaber skulle reduceras, detta med bland annat hänvisning till den då pågående översynen av länsindelningarna där bland annat Göteborgs och Bohus län, Skaraborgs län och Älvsborgs län den 1 januari 1998 bildade Västra Götalands län. Inom Södra militärområdet innebar det att fem försvarsområdesstaber skulle avvecklas senast den 31 december 1997. De fem staber som föreslogs för avveckling fanns i Borås, Kalmar, Skövde, Växjö och Ystad. Gällande staben i Skövde föreslogs den tillsammans med staben i Borås och Göteborg att bilda ett gemensamt försvarsområde. Därmed avvecklades Skaraborgs regemente den 31 december 1997 och från den 1 januari 1998 kom Skaraborgs försvarsområde att integreras i Göteborgs och Bohus försvarsområde som antog namnet Västra Götalands försvarsområde då försvarsområdena skulle följa den geografiska länsindelningen. Som stöd till hemvärn och frivilligverksamheten inom före detta Skaraborgs län och före detta Skaraborgs försvarsområde bildades försvarsområdesgruppen Skaraborgsgruppen.
Som ett led i försvarsbeslutet 2000 avvecklades försvars- och militärområdena den 30 juni 2000 och från och med den 1 juli 2000 organiserades i dess ställe Militärdistrikt. Därmed avvecklades bland annat Västra Götalands försvarsområde. De nya militärdistrikten motsvarade geografiskt sett de gamla militärområdena. Den stora skillnaden var att militärdistrikten var den lägsta nivån där chefen var territoriellt ansvarig. Inom militärdistrikten organiserades militärdistriktsgrupper, i regel en för varje län. Då Skaraborgsgruppen (omfattande geografiskt tidigare Skaraborgs län) tillsammans med Bohusdalgruppen, Göteborgsgruppen och Älvsborgsgruppen redan var organiserad inom det då nybildade Västra Götalands län kom de endast att organisatoriskt att överföras till Södra militärdistriktet den 1 juli 2000.
Den 2 juni 2005 presenterade regeringen sin proposition (2004/05:160) gällande en avveckling av militärdistriktsorganisationen. I propositionen hänvisades regeringen till att "I det framtida insatsförsvaret och den beslutade insatsorganisationen finns det inte längre krav på eller behov av regional eller territoriell ledning som motiverar en särskild ledningsorganisation". Därmed ansåg regeringen att militärdistriktsorganisationen kunde avvecklas, något som Försvarsmakten även i en framställan till regeringen den 7 mars 2005 föreslagit. I dess ställe skulle fyra ledningsgrupper för säkerhetstjänst och samverkan inrättas, där ledningsgrupperna lokaliserade till Boden, Stockholm, Göteborg och Malmö. Den 16 november 2005 antog riksdagen regeringens proposition, därmed beslutades att militärdistriktsorganisationen skulle upplösas och avvecklas den 31 december 2005.vilket innebar att militärdistriktsgrupperna omorganiserades till utbildningsgrupper och underställdes ett utbildningsförband. Detta medförde att Skaraborgsgruppen överfördes från Södra militärdistriktet till att bli en enhet inom Skaraborgs regemente från och med den 1 januari 2006.
Den 1 januari 2013 bildades fyra militärregioner, där Västra militärregionen underställdes chefen för Skaraborgs regemente, men löd under chefen insatsledningen i Högkvarteret avseende markterritoriell ledning i fred, kris och krig. Chefen för Skaraborgsgruppen var dock fortfarande underställd chefen Skaraborgs regemente gällande produktionsledning av hemvärnsförbanden samt insatsledning inom utbildningsgruppens geografiska område. Den 1 januari 2018 delades dock ledningen av Skaraborgs regemente och Västra militärregionen genom att en separat chefsbefattning för Västra militärregionen tillsattes. Vidare underställdes staben Västra militärregionen i ledningsfrågor direkt chefen insatsledningen i Högkvarteret. I Försvarsmaktens budgetunderlag till regeringen för 2020 föreslogs att de fyra militärregionala staberna från 1 januari 2020 skulle inrättas som egna organisationsenheter. Cheferna för militärregionstaberna föreslogs i sin tur underställas rikshemvärnschefen avseende produktion av utbildningsgrupper och hemvärnsförband. Detta medförde att utbildningsgrupperna överfördes organisatoriskt från ett utbildningsförband till de fyra militärregionala staberna. I regeringens proposition framhöll dock regeringen att den militära regionala indelningen kunde komma att justeras beroende på utfallet av utredningen "Ansvar, ledning och samordning inom civilt försvar" (dir. 2018:79). För Skaraborgsgruppen innebar denna förändring att utbildningsgruppen överfördes från Skaraborgs regemente till att bli en enhet inom Västra militärregionen från och med den 1 januari 2020.
För att påvisa anknytningen till militärregionen, lämnades den 1 januari 2023 begreppet utbildningsgrupp till förmån för det nya begreppet militärregionsgrupp. Det för att på ett tydligare sätt anknyta mot enhetens bidrag som ett av militärregionens krigsförband, med uppgifter såväl i fred som i krig.

## Verksamhet
Chefen Skaraborgsgruppen är från den 1 januari 2020 direkt underställd chefen för Västra militärregionen. Skaraborgsgruppens uppgifter är att utbilda, organisera och administrera hemvärnsförbanden i västra delen av Västra Götalands län. Gruppen skall vidare stödja frivilliga försvarsorganisationer. Insatser i såväl fred som under kris och krig leds i allmänhet direkt av Västra militärregionen, men Skaraborgsgruppen  kan ges ledningsuppgifter som till exempel att avdela en militär insatschef (MIC).

## Ingående enheter
Skaraborgsgruppen administrerar och utbildar sedan 1 januari 2012 två hemvärnsbataljoner, Kinne bataljon (38. hemvärnsbataljonen) och Kåkind bataljon (39. hemvärnsbataljonen), samt en ledningspluton till Militärregionstab Väst. Utbildningsgruppen var den första utbildningsgruppen att sätta upp en trafikpluton inom Hemvärnet.

### Kinne bataljon
- 38. hemvärnsbataljonstaben och ledningsplutonen
- 381. hemvärnsbevakningskompaniet
- 382. hemvärnsinsatskompaniet
- 383. hemvärnsinsatskompaniet
- 384. hemvärnstrafikplutonen
- 385. hemvärnsflyggruppen

### Kåkind bataljon
- 39. hemvärnsbataljonstaben och ledningsplutonen
- 391. hemvärnsbevakningskompaniet
- 392. hemvärnsinsatskompaniet
- 393. hemvärnsinsatskompaniet
- 394. hemvärnsflyggruppen
- 395. hemvärnsmusikkåren, Hemvärnets musikkår Skaraborg

## Förläggningar och övningsplatser
När Skaraborgsgruppen bildades den 1 januari 1998 samlokaliserades förbandsledningen med Skaraborgsbrigaden, Stridsskola Syd och Göta trängkår i Skövde garnison. Från 2000 är Skaraborgsgruppen samlokaliserade med Markstridsskolan, Skaraborgs regemente och Trängregementet.

## Heraldik och traditioner
Till skillnad mot andra militärdistriktsgrupper som bildades vid samma tid, ärvde inte Skaraborgsgruppen några traditioner, utan kom istället att dela traditioner inledningsvis med Skaraborgsbrigaden och från 2000 med Skaraborgs regemente.

## Förbandschefer
- 1998–2001: Överstelöjtnant Lennart Ekstrand
- 2001–2004: Överstelöjtnant Östen Kvarnlöf [9]
- 2004–2005: Överstelöjtnant Peter Lindh [10]
- 2005–2011: Överstelöjtnant Nils Erik Nilsson
- 2011–2013: Överstelöjtnant Agne Gustavsson
- 2013–2018: Överstelöjtnant Nils Erik Nilsson
- 2018–20xx: Överstelöjtnant Mats Bergh

## Namn, beteckning och förläggningsort
| Skaraborgsgruppen | 1998-01-01 | – |  |

| SKG | 1998-01-01 | – | 2019-12-31 |
| SBG | 2020-01-01 | – |            |

| Skövde garnison (F) | 1998-01-01 | – |  |